# أوتو شنايديفولف
أوتو هنريك شنايديفولوف (7 يونيو 1896) هانوفر ألمانيا - (10 يونيو 1971) ألمانيا الغربية، عالم أحياء قديمة بالينتولوجي درس تطور المرجانيات (بالإنجليزية: coral)‏ ورأسيات الأرجل (بالإنجليزية: cephalopod)‏.

## السيرة الذاتية
درس شنايديفولف في كلية جامعة ماربورغ Marburg من 1919 إلى 1927، ثم أصبح مديراً للبحث الجيولوجي في برلين. وفي عام 1948 أستاذاص في جامعة توبينغين Tübingen ثم تقاعد منها عام 1964.
وكان ممن يؤمن بالتطور بالقفزات وعارض نظرية التطور القائمة على فكرة التغيرات التدريجية المتراكمة، وفي عام 1930 صرح بأن التغيرات التطورية الكبيرة قد حدثت بفقزات ضخمة بين الأنواع، وقد عرفت هذه الفكرة باسم نظرية الوحش المأمول أو التطور بالقفزات ، وقد تبناها وطورها لاحقاً عالم المورثات ريتشارد كولدشمست (بالإنجليزية: Richard Goldschmidt)‏ في الأربعينات، وكان شنايديفولف أول من اقترح في عام 1950 باحتمال أن تكون الانقراضات الجماعية (بالإنجليزية: mass extinction)‏ قد نتجت عن تأثير حوادث خارجية ضخمة أو مستعر فائق سوبرفوفا قريب من الأرض، ومن 1948 إلى 1964 كان أستاذ الجيولوجيا و علم الأحياء القديمة في جامعة توبينغين.

## رؤيته في نظرية التطور
كشخص يعتقد بالتطور عبر القفزات (بالإنجليزية: saltationist)‏ بين الأنواع وليس الانتقال التدريجي فقد دعم فكرة الطفرات الضخمة (بالإنجليزية: macromutation)‏ كجزء من طرحه لنظرية التطور، كما عرف في الأوساط العلمية بتقديمه تفسيراً مختلفاً لسجل الأحافير بناء على أفكاره في استقامة التطور (بالإنجليزية: orthogenesis)‏ و (بالإنجليزية: saltational evolution)‏ والتأثيرات الخارج أرضية مقابل التغير التدريجي EN (بالإنجليزية: gradualism)‏ فنظرية شنايديفولف في التطور تعتمد نوع من استقامة التطور والتي تنص على أن التغيرات تميل نحو اتجاه محدد مسبقاً.

## روابط خارجية
- أوتو شنايديفولف على موقع الموسوعة البريطانية (الإنجليزية)
- أوتو شنايديفولف على موقع مونزينجر (الألمانية)
- (17 December 1938). "Handbuch der Paläozoologie". Nature 142: 1057 دُوِي:10.1038/1421057a0 - review of the book.